# Börje Jansson
Börje Jansson (ur. 12 marca 1942) – szwedzki szachista, mistrz FIDE od 2005 roku.

## Kariera szachowa
W 1959 r. zdobył tytuł mistrza Szwecji juniorów. W połowie lat 60. XX wieku awansował do ścisłej czołówki szwedzkich szachistów. Pomiędzy 1964 a 1976 r. siedmiokrotnie (w tym raz na I szachownicy) reprezentował narodowe barwy na szachowych olimpiadach, był również uczestnikiem drużynowych mistrzostw Europy (1980). W latach 1970–1977 siedmiokrotnie startował w drużynowych turniejach o Puchar Krajów Nordyckich (ang. Nordic Chess Cup), zdobywając łącznie 9 medali (w tym 7 złotych wspólnie z drużyną oraz za wyniki indywidualne).
Wielokrotnie startował w finałach indywidualnych mistrzostw Szwecji, m.in. zdobywając osiem medali: 2 złote (1968, 1970), 3 srebrne (1967, 1969, 1977) oraz 2 brązowe (1965, 1972). W 1969 r. uczestniczył w rozegranym w Raach am Hochgebirge turnieju strefowym (eliminacji mistrzostw świata), zajmując X miejsce w stawce 22 zawodników. Trzykrotnie podzielił I m. w międzynarodowych turniejach Rilton Cup w Sztokholmie, w edycjach 1973/74, 1975/76 i 1977/78. Z początkiem lat 80. jego turniejowa aktywność znacznie zmalała. W 2004 r. zdobył tytuł mistrza Szwecji "weteranów" (zawodników powyżej 60. roku życia), natomiast w 2006 i 2010 r. zwyciężył w dwóch rozegranych w krajowej obsadzie turniejach w Uppsali.
Najwyższy ranking w karierze osiągnął 1 stycznia 1980 r., z wynikiem 2420 punktów dzielił wówczas 6-7. miejsce wśród szwedzkich szachistów.